# Maladera conspicua
Maladera conspicua är en skalbaggsart som beskrevs av Ahrens 2004. Maladera conspicua ingår i släktet Maladera och familjen Melolonthidae. Inga underarter finns listade i Catalogue of Life.